# ريناتو بورغيتي
ريناتو بورغيتي Renato Borghetti (ولد في 23 يوليو 1963 في بورتو أليغري) عازف ومؤلف موسيقي شعبي برازيلي. 

## موسيقاه
اشتملت موسيقاه على العديد من الأنواع الموسيقية بجوار الموسيقى الشعبية، ومنها موسيقى السامبا وموسيقى الجاز والموسيقى الكلاسيكية الأوربية.

## الأكورديون
عزف بشكل أساسي آلة الأكورديون .

## جوائز
وفاز بجائزة غرامي اللاتينية في عام 2005 لأفضل ألبوم إقليمي عن ألبومه غايتا بونتو Gaita Ponto.
وفي عام 2009 عزف في مهرجان ووميكس Womex. 

## روابط خارجية
- ريناتو بورغيتي على موقع IMDb (الإنجليزية)
- ريناتو بورغيتي على موقع ميوزك برينز (الإنجليزية)
- ريناتو بورغيتي على موقع أول ميوزيك (الإنجليزية)
- ريناتو بورغيتي على موقع ديسكوغز (الإنجليزية)